# Kapitan EO
Kapitan EO (ang. Captain EO) – film z 1986 roku nakręcony w technologii 3D  w reżyserii Francisa Forda Coppoli, z Michaelem Jacksonem w roli głównej.

## O filmie
Film ten, wyświetlany tylko w Disneylandzie, opowiadał historię załogi statku kosmicznego dowodzonej przez Kapitana EO, która dostała się do niewoli. Okrutni przywódcy odległej planety skazują ich na wiek tortur. Kapitan EO próbuje uratować swych ludzi, demonstrując potworom siłę rocka. Dzięki temu koncertowi diabelscy obcy przeradzają się w pięknych, kochających pokój ludzi.

## Obsada
- Michael Jackson – Kapitan EO
- Anjelica Huston – Najwyższa Przywódczyni
- Dick Shawn – komandor Bog
- Debbie Lee Carrington – Idee
- Cindy Sorenson – Geex
- Tony Cox – Hooter
- Gary DePew – major Domo

## Muzyka
W filmie pojawiają się dwa nowe utwory Jacksona. Pierwszy, to wczesna wersja utworu Another Part of Me, który został później ponownie zmiksowany i wydany na albumie Bad oraz jako singiel w 1988. Drugi nowy utwór to We Are Here to Change the World, który oficjalnego wydania doczekał się dopiero w 2004 roku na The Ultimate Collection.